# Meknès (navire)
Pour les articles homonymes, voir Meknès.
Le Meknès est un paquebot français de la Compagnie générale transatlantique lancé en 1913. Réquisitionné lors de la Seconde Guerre mondiale, il est torpillé au large de l'île de Portland, par les Allemands le 24 juillet 1940 alors qu'il rapatriait d'Angleterre des soldats français après la signature de l'Armistice, provoquant la mort de 420 hommes.

## Historique
Le paquebot est construit dans les chantiers de Normandie au Grand-Quevilly. Armé par la Compagnie générale transatlantique, il est lancé le 20 mai 1913 en présence de Jules Charles-Roux. Baptisé sous le nom de Puerto Rico, il navigue alors sur la ligne Le Havre-Haïti. Renommé Meknès, il assure ensuite la ligne Bordeaux-Casablanca. Il est le sister-ship du Marrakech.
Il est réquisitionné par la Marine nationale française au début de la Seconde Guerre mondiale pour servir de transport de troupes. Le 24 juillet 1940, soit un mois après la signature de l'armistice du 22 juin, il quitte Southampton à destination de Toulon avec à son bord environ 1 300 militaires démobilisés qui désirent rentrer en France, les accords d'armistice prévoyant le rapatriement des militaires français d'Angleterre vers la zone libre. Dans la nuit du 24 au 25 juillet, il est torpillé en Manche par des vedettes lance-torpilles allemandes au large de l'île de Portland, bien que portant des marques distinctives (drapeaux tricolores peints sur sa coque) et signaux lumineux prévus par la Commission d'armistice. Le naufrage cause la mort de 420 passagers et membres d'équipage. De nombreux corps s'échouent sur les plages près de Dieppe.
Le torpillage du Meknès a été considéré par la Justice non pas comme une opération de guerre, impossible en considération de l’armistice signé entre la France et l’Allemagne le 22 juin 1940, mais comme une exécution ouvrant droit à l'aide financière attribuée aux orphelins dont les parents ont été victimes d’actes de barbarie pendant la Seconde Guerre mondiale.

## Galerie

Monuments commémoratifs à Saint-Martin-en-Campagne
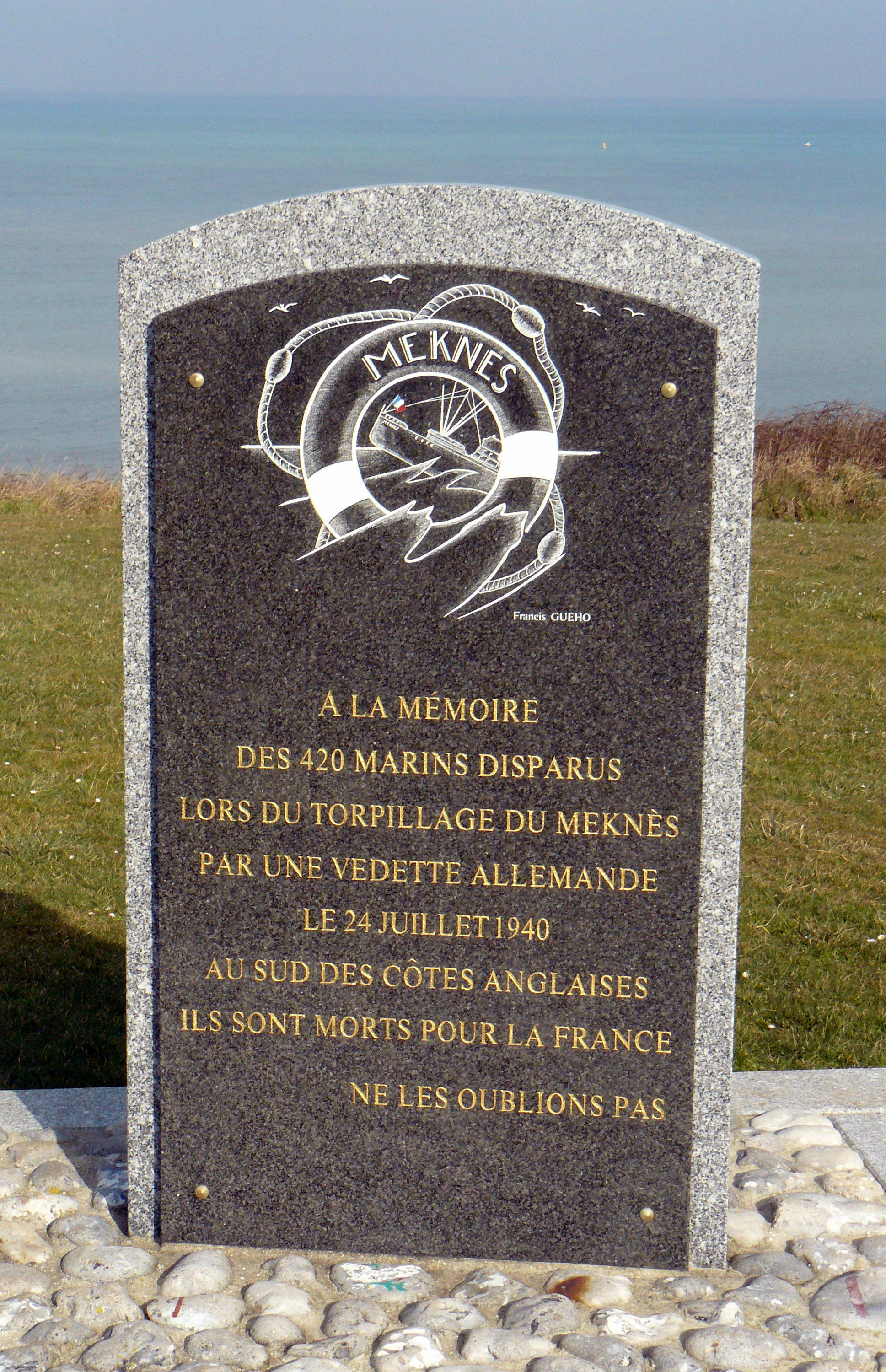
Stèle commémorative
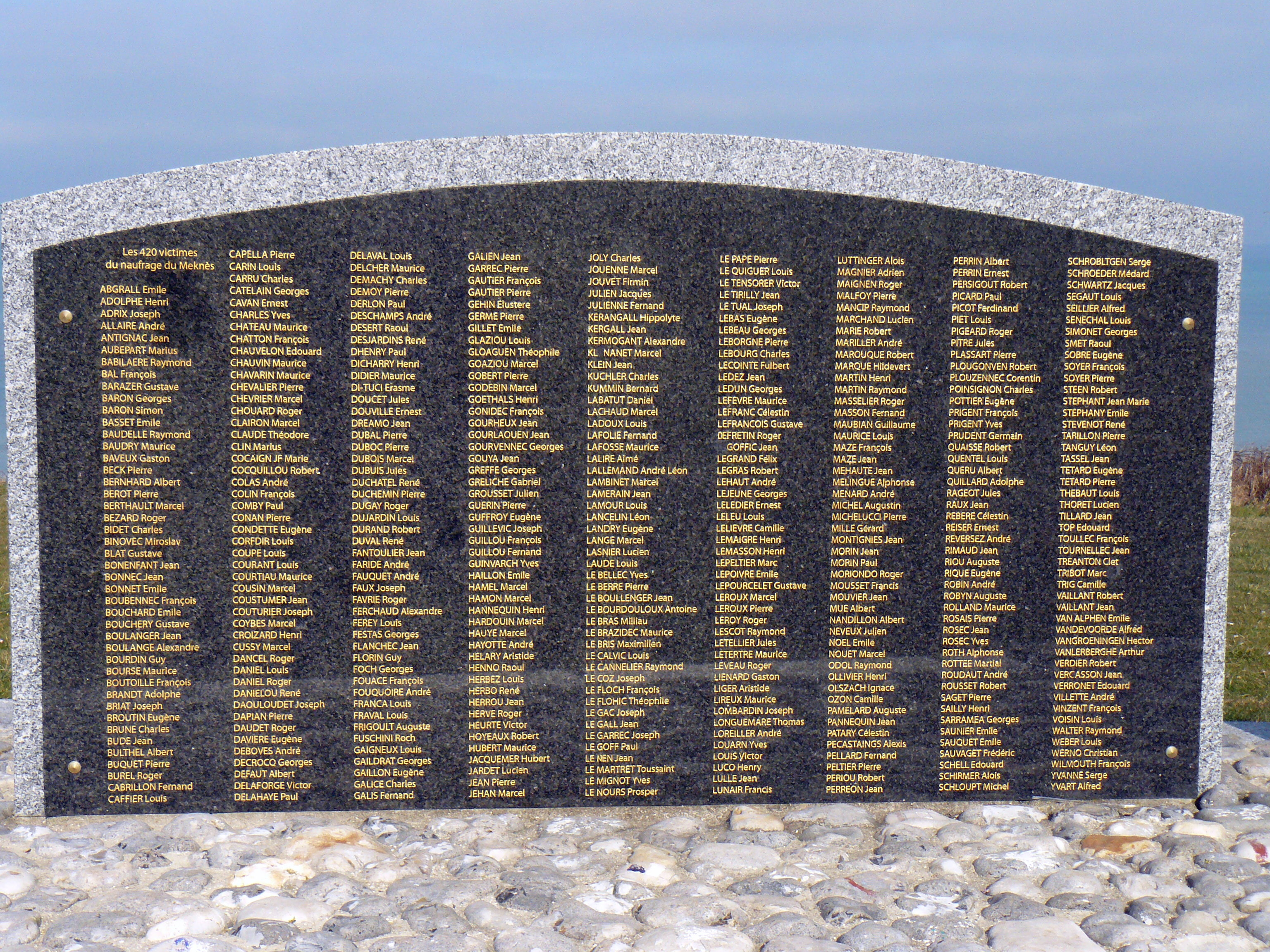
La liste des victimes